# Giro dell'Emilia 1983
Il Giro dell'Emilia 1983, sessantaseiesima edizione della corsa, si svolse il 2 ottobre 1983 su un percorso di 254 km. La vittoria fu appannaggio dell'italiano Cesare Cipollini, che completò il percorso in 6h04'00", precedendo il connazionale Daniele Caroli e il norvegese Dag Erik Pedersen.

## Ordine d'arrivo (Top 10)
| Pos. | Corridore                | Squadra               | Tempo    |
| ---- | ------------------------ | --------------------- | -------- |
| 1    | Cesare Cipollini         | Dromedario            | 6h04'00" |
| 2    | Daniele Caroli           | Termolan-Galli-CIÖCC  | s.t.     |
| 3    | Dag Erik Pedersen        | Bianchi-Piaggio       | s.t.     |
| 4    | Giovanni Moro            | Sammontana-Campagnolo | s.t.     |
| 5    | Marino Lejarreta         | Alfa Lum-Olmo         | s.t.     |
| 6    | Maurizio Piovani         | Del Tongo-Colnago     | a 1'33"  |
| 7    | Gianbattista Baronchelli | Sammontana-Campagnolo | s.t.     |
| 8    | Moreno Argentin          | Sammontana-Campagnolo | a 3'07"  |
| 9    | Gilbert Glaus            | Cilo-Aufina           | s.t.     |
| 10   | Francesco Moser          | Gis Gelati-Campagnolo | s.t.     |